# Sieglinde Zehetbauer
Sieglinde Zehetbauer (* in Prien am Chiemsee) ist eine deutsche Opern-, Konzert-, Oratorien- und Liedsängerin (Sopran) und Coach für Gesang, Klavier und Orgel.

## Leben

### Ausbildung
Zehetbauer erhielt im Alter von vier Jahren Instrumentalunterricht in Blockflöte und Klavier. Es folgte eine Ausbildung an der Kirchenorgel. Nach einem Jahr an der Berufsfachschule für Musik in Altötting (1995–1996) studierte sie die Fachrichtung Katholische Kirchenmusik am Mozarteum Salzburg. Sie studierte Orgel bei Stefan Klinda sowie Chor- und Orchesterleitung bei Hans-Joachim Rotzsch. Anschließend studierte sie Operngesang mit dem Abschluss Magister artium (2006) bei Boris Bakow bzw. an der musikalischen Opernklasse bei Reinhard Seifried sowie Lied- und Oratorium bei Wolfgang Holzmair. Darüber hinaus erhielt sie Schauspiel- und Tanzunterricht. Sie war außerdem als B-Kirchenmusikerin in den Rosenheimer Stadtteilen Heilig Blut und Happing tätig, übt diese Tätigkeit aber mittlerweile nicht mehr aus.

### Opern und Konzerte
Zehetbauer nahm bereits während ihrer Ausbildung an verschiedenen Opernproduktionen der Opernklasse des Mozarteums, Salzburg, teil. Im Sommer 2004 vollzog sie den Stimmfachwechsel von Mezzosopran zu Sopran. Seit 2005 tritt sie als freischaffende Sängerin bei Konzerten und Opern im In- und Ausland auf. Zehetbauer gastierte seither auf diversen Bühnen in Italien, Deutschland und Österreich. Im Februar 2006 sang sie die Komtesse Stasi in der Kálmán-Operette Die Csardasfürstin im Ballhaus Rosenheim.
Zu ihrem Repertoire gehören unter anderem Konstanze in Die Entführung aus dem Serail,  Gräfin Almaviva in Le Nozze di Figaro (Opernfestival Gut Immling, 2012), Pamina in Die Zauberflöte, Micaëla in Carmen (Opernfestival Gut Immling, 2010), Woglinde in Das Rheingold (Opernfestival Gut Immling, 2012; in einer Fassung für Kinder und Operneinsteiger) und die Titelrolle in dem Singspiel Aschenputtel von Nicolas Isouard (Opernbühne Bad Aibling, 2007).
2012 sang sie beim Opernfestival Gut Immling die Rolle der Ambra in Der Brandner Kasper – eine bairische Oper von Christian Auer (Musik) und Karl-Heinz Hummel (Libretto).
Regelmäßig wirkt sie in Rosenheim bei Aufführungen selten gespielter Opern mit. Im März 2015 sang sie im Kultur- und Kongress-Zentrum Rosenheim die Berta in Adolphe Adams Einakter Die Nürnberger Puppe und die Serafina in dem Einakter Die Nachtglocke von Gaetano Donizetti. Im Februar 2016 übernahm sie im Kultur- und Kongress-Zentrum Rosenheim die Rolle der Caroline in der Lortzing-Oper Die beiden Schützen. Im März 2017 trat sie im Kultur- und Kongress-Zentrum Rosenheim in der weiblichen Hauptrolle der Elsbet in der Opernrarität Die sieben Raben des Liechtensteiner Komponisten Joseph Gabriel Rheinberger auf.
Sie trat unter anderem im Neujahrskonzert im Cuvilliéstheater, im Palazzo Ricci von Montepulciano, Tiroler Festspiele Erl, Ekhof-Theater Gotha, Schloss Ehrenburg Coburg, Gasteig München, Neues Schloss Stuttgart, Schloss Schleißheim und Nymphenburg, München, mit den da capo Philharmonikern im Dom von Ebbs, dem Johann Strauss Ensemble, München, den Münchner Rundfunkorchester und Stuttgarter Kammerensemble in Wildbad Kreuth und München auf.
Sie gehörte zu den Solisten der Operettentournee Nacht der Operette, von der auch eine Fernsehübertragung im WT1 am 8. März 2015 erfolgte. Im Juli 2011 war sie Solistin bei der Liveübertragung im BR beim Requiem von Erzherzog Otto von Habsburg in der Münchner Theatinerkirche.

## Preise
- Sommer 2003: 1. Preis beim Sängerwettbewerb für das Szel-Stipendium in Salzburg
- Herbst 2005: 1. Preis der Karl und Lilly Till-Stiftung, Altötting

## Privates
Sieglinde Zehetbauer lebt und arbeitet in Rosenheim und unterstützt diverse karitative Einrichtungen.